# توماس ثيبريانو دي موسكيرا
توماس ثيبريانو إجناثيو ماريا دي موسكيرا- فيجروا إيه أربوليدا- سالثار (بالإسبانية: Tomás Cipriano Ignacio María de Mosquera y Arboleda)، والذي يُعرف اختصارًا بتوماس ثيبريانو دي موسكيرا، سياسي ودبلوماسي ورجل دولة كولومبي، وُلد في بوبايان في التاج الإسباني لغرناطة الجديدة في 26 سبتمبر 1798. تولى رئاسة جمهورية غرناطة الجديدة في الفترة ما بين أعوام 1854 و1849؛ ورئاسة الاتحاد الكنفدرالي الغرناطي فيما بين 1861 و1863؛ والولايات المتحدة الكولومبية مرتين، الأولى فيما بين 1861 و1864 والثانية فيما بين 1866 و1867. يُعد واحدًا من أهم الشخصيات في تاريخ كولومبيا. وتُوفي في بلدية كوكونوكو بإقليم كاوكا في الولايات المتحدة الكولومبية في 7 أكتوبر 1878.

## وصلات خارجية
- توماس ثيبريانو دي موسكيرا على موقع الموسوعة البريطانية (الإنجليزية)